# Diukowskaja (obwód archangielski)
Diukowskaja (ros. Дюковская) – wieś (dieriewnia) w Rosji, w obwodzie archangielskim, w rejonie wielskim. W 2010 liczyła 198 mieszkańców.